# Fares Dessouki
Fares Mohamed Dessouki (* 29. September 1994 in Kairo) ist ein ägyptischer Squashspieler.

## Karriere
Fares Dessouki begann seine professionelle Karriere im Jahr 2011 und gewann bislang fünf Turniere auf der PSA World Tour. Seine höchste Platzierung in der Weltrangliste erreichte er mit Rang sieben im April 2021. Bereits in seiner Zeit bei den Junioren feierte er größere Erfolge. Im Jahr 2013 stand er im Finale der Junioren-Weltmeisterschaft, das er gegen Karim El Hammamy mit 8:11, 6:11, 11:6 und 11:13 verlor. Bei seinem Weltmeisterschafts-Debüt im Jahr 2013 gelang ihm nach Siegen über Rex Hedrick und Peter Creed direkt die Qualifikation. In der Auftaktrunde besiegte er, noch außerhalb der Top 100 stehend, mit Alan Clyne die Nummer 32 der Weltrangliste. Seinen bisher größten Titelgewinn feierte er im Dezember 2020 mit dem Gewinn der Black Ball Squash Open.
Er studiert Wirtschaftswissenschaften an der Universität Alexandria.

## Erfolge
- Gewonnene PSA-Titel: 5